# Allostigma guangxiense
Allostigma guangxiense ist die einzige Art der monotypischen Pflanzengattung Allostigma in der Familie der Gesneriengewächse (Gesneriaceae).

## Beschreibung

### Erscheinungsbild und Blatt
Allostigma guangxiense wächst terrestrisch als immergrüne ausdauernde, krautige Pflanze. Sie bildet Rhizome aus. Der einfache, vierkantige Stängel ist beim Herbarexemplar etwa 42 Zentimeter lang. Der Stängel ist mit gräulichen bis bräunlichen Haaren (Trichom), mit zwei unterschiedlichen Längen, dicht flaumig behaart.
Die wenigen Laubblätter sind gegenständig am Stängel verteilt angeordnet und in Blattstiel sowie Blattspreite gegliedert. Die Laubblätter eines Paares sind verschieden. Der Blattstiel ist 1 bis 4,5 Zentimeter lang. Die einfache Blattspreite ist bei einer Länge von 6,5 bis 15 Zentimetern sowie einer Breite von 5 bis 8 Zentimetern schief, eiförmig bis elliptisch mit schiefer Spreitenbasis, die auf der breiten Seite geöhrt bis herzförmig und breit-keilförmig auf der schmalen Seite ist, und mit spitzem bis zugespitztem oberen Ende. Der Blattrand ist fein gekerbt. Beide Blattseiten sind fein flaumig behaart (Indument) und die Blattunterseite ist dicht gelb drüsig punktiert.

### Blütenstand und Blüte
Der seitenständige, 4,5 bis 10 Zentimeter lange Blütenstandsschaft ist fein flaumig oder zottig behaart. Im zymösen Blütenstand befinden sich locker angeordnet drei bis fünf Blüten. Die zwei gegenständigen Tragblätter sind fein flaumig behaart und bei einer Länge von 3 bis 5,5 Millimetern linealisch. Die fein flaumig behaarten Deckblätter sind linealisch. Der Blütenstiel ist fein flaumig behaart.
Die zwittrigen Blüten sind fünfzählig mit doppelter Blütenhülle. Die fünf gleichen etwa 1,1 Zentimeter langen Kelchblätter sind an ihrer Basis zu einer etwa 2 Millimeter langen Kelchröhre verwachsen und der radiärsymmetrische Kelch endet in fünf bei einer Länge von 8 bis 9,5 Millimetern lanzettlich-linealischen Kelchlappen mit oft pfriemlichen oberen Enden. Die fünf lavendelfarbenen, innen kahlen, etwa 3,8 Zentimeter langen Kronblätter sind zu einer etwa 2,7 Zentimeter langen Kronröhre, die bei einem Durchmesser von 8 bis 10 Millimetern nicht verdickt ist, verwachsen. Die zygomorphe Blütenkrone ist zweilippig und die Kronlippen sind länger als die Kronröhre. Die Oberlippe ist 4 Millimeter lang und endet in zwei Kronlappen. Die Unterlippe ist 1,1 Zentimeter lang und endet in drei etwas ungleichen Kronlappen mit gerundeten oberen Enden. Es ist nur ein Paar fertiler Staubblätter vorhanden; sie überragen bei einer Länge von etwa 1 Zentimeter die Kronröhre nicht. Die nahe der Mitte der Kronröhre inserierten Staubfäden sind etwas gebogen und in der Mitte etwas breiter. Die basifixen Staubbeutel sind elliptisch-kugelig und am oberen Ende miteinander verbunden. Die parallelen Theken öffnen sich longitudinal. Die drei kahlen Staminodien sind mit der Innenseite der Kronröhre verwachsen; das zentrale Staminodium ist etwa 0,5 Millimeter lang und die beiden seitlichen 3,5 bis 4,5 Millimeter. Der Diskus ist ringförmig und die Nektarien sind becherförmig. Der oberständige, zweikammerige Fruchtknoten ist bei einer Länge von 1,2 Zentimetern länglich und flaumig behaart. Bei Allostigma ist die Plazentation zentralwinkelständig; darin unterscheidet sie sich von der ansonsten sehr ähnlichen Gattung Pseudochirita bei der die Plazentation parietal ist. Der etwa 2,8 Zentimeter lange Griffel ist nur an seiner Basis spärlich flaumig behaart. Die Narbe besitzt zwei deutlich ungleiche Lappen, wobei der kleinere bei einer Länge von etwa 1 Millimetern dreieckig und ganzrandig und der größere bei einer Länge von etwa 4 Millimetern schmal verkehrt-trapezförmig und gestutzt bis ausgerandet ist.

### Frucht und Samen
Die gerade auf dem Fruchtstiel stehende, flaumig behaarte Kapselfrucht ist bei einer Länge von 4 Zentimetern schmal zylinderförmig und viel länger als der Kelch. Die Kapselfrucht öffnet sich bei Reife fachspaltig oder lokulizid mit zwei Fruchtklappen zu ihrer Basis hin; die beiden Fruchtklappen bleiben gerade und verdrehen sich nicht. Die sehr feinen Samen besitzen keine Anhängsel.

## Phänologie
Die Blütezeit liegt in China im September und die Früchte reifen auch im September.

## Vorkommen
Allostigma guangxiense ist ein Endemit der chinesischen Provinz Guangxi und kommt dort nur im südwestlichen Teil im Kreis Daxin vor.
Sie gedeiht auf Karren im tropischen Karst in Höhenlagen von etwa 200 Metern.

## Systematik
Die Gattung Allostigma wurde 1984  durch Wen-Tsai Wang in Acta Phytotaxonomica Sinica, Volume 22, Issue 3, Seiten 187–188, Tafel 1 mit der Typusart Allostigma guangxiense W.T.Wang aufgestellt. Das Typusexemplar wurde in der chinesischen Provinz Guangxi im Daxin Xian, Taiping auf Karsthügeln im September 1976 durch S. Y. Liou und H. C. Nung gesammelt und mit der Sammelnummer 414 hinterlegt. Der botanische Gattungsname Allostigma leitet sich aus den griechischen Wörtern: αλλος allos für unterschiedlich, verschieden und στιγμα stigma für Narbe ab, dies bezieht sich auf die zwei deutlich unterschiedlichen Lappen der Narbe. Das Artepitheton guangxiense bezieht sich auf die Herkunft aus der Provinz Guangxi.
Allostigma guangxiense ist die einzige Art der Gattung Allostigma, die zur Tribus Didymocarpeae aus den Didymocarpoiden innerhalb der Familie Gesneriaceae gehört.

## Ergänzende Literatur
- Z. Y. Li, Y. Z. Wang: Plants of Gesneriaceae in China., Henan Science and Technology Publishing House, Zhengzhou, 2004, S. 1–721.